# Jo Geon-haeng
Jo Geon-haeng (nascido em 7 de fevereiro de 1965) é um ex-ciclista olímpico sul-coreano. Geon-haeng representou sua nação nos Jogos Olímpicos de Verão de 1984, em Los Angeles.